# پراهلاد جانی
پراهلاد جانی معروف به ماتاجی (۱۳ اوت ۱۹۲۹ – ۲۶ مه ۲۰۲۰) یک مرتاض هندی بود. او ادعا می‌کرد که از سال ۱۹۴۰ بدون آب و غذا زندگی می‌کند، و می‌گفت که ایزدبانو دورگا او را حفظ می‌کند.

## زندگی
جانی در روستای چارادا در منطقه مهسانا به دنیا آمد.بر اساسِ گفته‌های جانی، وی خانه‌اش در راجستان را در سن هفت سالگی ترک کرد و رفت تا در جنگل زندگی کند. در سن ۱۱ سالگی، جانی تحت یک تجربه روحانی، به یک دنبال‌کننده از الهه هندو دورگا تبدیل شد. از آن زمان به بعد، او تصمیم گرفت به عنوان یک هوادار دورگا، به پوشیدنِ ساری (پوشاک) قرمز، جواهرات و.. اقدام کند.
جانی معتقد است که الهه برای او آب یا غذای مایعی را فراهم می‌کند که از طریق یک سوراخ کام (سقف دهان) به وی رسانده می‌شود و همین امر به او اجازه می‌دهد بدون آب و غذا زندگی کند.
از ۱۹۷۰ به اینسو، جانی همچون یک زاهد گوشه‌نشین در یک غار در جنگل‌های حاره‌ای در نزدیکی معبد گجراتی آمباجی زندگی کرده است. بیداریِ وی در ساعت ۰۴:۰۰ هر روز صبح است و بسیاری از روزِ خود را وقف مراقبه می‌کند.
از وی دو آزمایش در سال‌های ۲۰۰۳ و ۲۰۱۰ به عمل آمده است.
با اینکه محققان مرکزی که در سال ۲۰۱۰ در آنجا آزمایش انجام شد اعلام کردند که این فرد توانست در یک آزمایش شش روزه بدون آب و غذا زنده بماند اما هیچگاه نتیجه این تحقیقات در هیج ژورنال پزشکی به چاپ نرسید.
عده‌ای از محققین مخالف این آزمایش اعلام کردند زنده ماندن برای چند روز امکانپذیر است اما برای چند سال ممکن نیست.